# 唐澤 (弘治舉人)
唐澤（15世紀—16世紀），字加民，廣東廣州府南海縣人，明朝政治人物。

## 生平
唐澤是弘治十一年（1498年）的舉人，正德年間授新淦知縣，當時朝廷有大量工役，他卻愛惜民力，調任廣西宣化知縣，獲兵備副使傅習重視，讓他在軍中掌理錢糧，跟隨平定修荔、去除峽江暴虐、免去不急徵稅，革除兌糧，人民免於流徙，廣西人民因而獲利，任滿將陞官，他卻辭官歸隱。
兒子唐資賢是嘉靖三十七年歲貢，孫子唐之燦則是嘉靖三十七年舉人，曾孫唐輝也是歲貢，人稱四代科名最為興盛。

## 引用
1. 1 2  同治《南海縣志·卷三十六·列傳五》：唐澤，字加民，少孤，家貧力學，登宏治戊午賢書，正德閒授新淦令，時工役繁興，澤以愛民惜用為念，遷粵西宣化令，兵備副使傅習重之，舉軍前掌理錢穀，與征平修荔之功、除峽江之暴、免不急之征，民免流移，革兌糧之數，西士賴之，將陞遂解官歸隱。子資賢嘉靖戊午歲貢，以其子之燦實封司務；之燦字道宣，弱冠登嘉靖戊午鄉書，會試乙榜……孫輝歲貢，四代科名稱最盛云。 據金通志修